# Groupe de NGC 4256
Le groupe de NGC 4256 comprend au moins sept galaxies situées dans la constellation du Dragon. La distance moyenne entre ce groupe et la Voie lactée est d'environ 33,6 Mpc (∼110 millions d'al). 

## Membres
Le tableau ci-dessous liste les sept galaxies du groupe indiquées dans l'article de A.M. Garcia paru en 1993.
| Nom       | Class.       | Type                  | α (J2000.0)   | δ (J2000.0) | Vitesse radiale (km/s) | m    | Distance (Mpc) | Diamètre (kal) |
| --------- | ------------ | --------------------- | ------------- | ----------- | ---------------------- | ---- | -------------- | -------------- |
| NGC 4108  | (R')SAc?     | Spirale               | 12h 06m 44.6s | 67° 09′ 47″ | 2562 ± 2               | 12,3 | 39,2 ± 2,8     | 75             |
| NGC 4108B | SAB(s)d pec? | Spirale intermédiaire | 12h 07m 11.6s | 67° 14′ 07″ | 2674 ± 1               | 13,7 | 40,9 ± 2,9     | 69             |
| NGC 4210  | SB(r)b       | Spirale barrée        | 12h 15m 15.8s | 65° 59′ 07″ | 2709 ± 3               | 12,5 | 41,5 ± 2,9     | 92             |
| NGC 4221A | (R)SB(r)0+   | Lenticulaire          | 12h 15m 59.8s | 66° 13′ 51″ | 1315 ± 2               | 12,5 | 20,9 ± 1,5 A   | 56             |
| NGC 4256  | SA(s)b?      | Spirale               | 12h 18m 43.1s | 65° 53′ 54″ | 2489 ± 13              | 11,9 | 38,2 ± 2,7     | 164            |
| NGC 4332  | SB(s)a       | Spirale barrée        | 12h 22m 46.7s | 65° 50′ 38″ | 2766 ± 1               | 12,2 | 42,3 ± 3,0     | 107            |
| NGC 4513  | (R)SA0^0^    | Lenticulaire          | 12h 32m 01.5s | 66° 19′ 57″ | 2286 ± 1               | 13,0 | 35,2 ± 2,5     | 118            |

- A Cette galaxie est beaucoup plus près de nous et n'appartient sûrement pas à ce groupe.

Le site DeepskyLog permet de trouver aisément les constellations des galaxies mentionnées dans ce tableau ou si elles ne s'y trouvent pas, l'outil du site constellation permet de le faire à l'aide des coordonnées de la galaxie. Sauf indication contraire, les données proviennent du site NASA/IPAC.